# Akeem Chambers
Akeem Chambers (ur. 16 czerwca 1998 w Kingston) – jamajski piłkarz występujący na pozycji bramkarza w jamajskim klubie Waterhouse FC. Reprezentant Jamajki od 2019 roku.

## Kariera klubowa

### Waterhouse FC
Swoją karierę piłkarską rozpoczął w klubie Waterhouse FC. Z klubem dwukrotnie zdobył wicemistrzostwo National Premier League w sezonie 2017/18 i 2018/19. W 2019 roku wraz z zespołem dotarł do finału CFU Club Championship.

## Kariera reprezentacyjna
W 2019 został powołany do reprezentacji Jamajki. Zadebiutował w niej 19 listopada 2019 w meczu Ligi Narodów CONCACAF przeciwko reprezentacji Gujany (1:1).

## Statystyki

### Klubowe
(aktualne na dzień 22 maja 2020)
| Klub               | Sezon              | Liga                    | Liga  | Liga   | CONCACAF | CONCACAF | Suma  | Suma   |
| Klub               | Sezon              | Liga                    | Mecze | Bramki | Mecze    | Bramki   | Mecze | Bramki |
| ------------------ | ------------------ | ----------------------- | ----- | ------ | -------- | -------- | ----- | ------ |
| Waterhouse FC      | 2015/16            | National Premier League | 7     | 0      | –        | –        | 7     | 0      |
| Waterhouse FC      | 2016/17            | National Premier League | 1     | 0      | –        | –        | 1     | 0      |
| Waterhouse FC      | 2017/18            | National Premier League | 3     | 0      | –        | –        | 3     | 0      |
| Waterhouse FC      | 2018/19            | National Premier League | 10    | 0      | –        | –        | 10    | 0      |
| Waterhouse FC      | 2019/20            | National Premier League | 16    | 0      | 4        | 0        | 20    | 0      |
| Waterhouse FC      | Ogólnie            | Ogólnie                 | 37    | 0      | 4        | 0        | 41    | 0      |
| Ogólnie w karierze | Ogólnie w karierze | Ogólnie w karierze      | 37    | 0      | 4        | 0        | 41    | 0      |

### Reprezentacyjne
(aktualne na dzień 22 maja 2020)
| Reprezentacja | Rok     | Mecze | Bramki |
| ------------- | ------- | ----- | ------ |
| Jamajka       | 2019    | 1     | 0      |
| Jamajka       | 2020    | 1     | 0      |
| Jamajka       | Ogólnie | 2     | 0      |

| 1. | 19.11.2019 | Montego Bay, Jamajka | Gujana  | 1:1 |  | Liga Narodów CONCACAF |
| 2. | 12.03.2020 | Montego Bay, Jamajka | Bermudy | 2:0 |  | Mecz towarzyski       |

## Sukcesy

### Waterhouse FC
- Wicemistrzostwo National Premier League (2×): 2017/2018, 2018/2019